# 1971 en Suisse
Chronologie de la Suisse
- 1967
- 1968
- 1969
- 1970
- 1971
- 1972
- 1973
- 1974
- 1975

Chronologie de la Suisse
1970 en Suisse - 1971 en Suisse - 1972 en Suisse

## Gouvernement au1erjanvier 1971
- Conseil fédéral[1]:
  - Rudolf Gnägi UDC, président de la Confédération
  - Nello Celio PRD, vice-président de la Confédération
  - Hans Peter Tschudi PSS
  - Ludwig von Moos PDC
  - Pierre Graber PSS,
  - Roger Bonvin PDC
  - Ernst Brugger PRD

## Évènements

### Janvier
Samedi 16 janvier 
- Enlevé le 7 décembre 1970, Giovanni Enrico Bucher, ambassadeur de Suisse au Brésil est relâché en échange de la libération par le régime militaire de septante prisonniers politiques.

 Lundi 18 janvier 
- Volant trop bas, un Iliouchine 18 de la compagnie bulgare Balkan Bulgarian Airlines s'écrase à Kloten. L’accident cause la mort de 45 personnes.

### Février
Vendredi 5 février 
- Un incendie détruit partiellement la gare de Lucerne.

 Dimanche 7 février 
- Votations fédérales. Le peuple approuve, par 621 109 oui (65,7 %) contre 323 882 non (34,3 %), l'institution du suffrage féminin en matière fédérale.
- Votations cantonales. Les citoyens des cantons d’Argovie de Fribourg, de Schaffhouse et de Zoug approuvent l’introduction du suffrage féminin.

 Samedi 19 février 
- Pour la quatrième fois de son histoire, le HC La Chaux-de-Fonds devient champion de Suisse de hockey-sur-glace.

 Lundi 21 février 
- Décès à Oberägeri (ZG), du musicien Jost Ribary.

### Mars
Samedi 13 mars 
- Décès à Lausanne, à l’âge de 82 ans, du compositeur et chef d’orchestre Piero Coppola.

 Vendredi 19 mars 
- Début des Championnats du monde de hockey-sur-glace, à Berne et à Genève.

 Lundi 22 mars 
- Décès à Genève, à l’âge de 71 ans, du collectionneur et mécène Martin Bodmer.

### Avril
Vendredi 2 avril 
- Le Conseil fédéral retire avec effet immédiat les pièces de monnaie en argent de 5, 2, 1 et ½ francs suisses, la valeur du métal qui les compose étant supérieure à leur valeur monétaire.

 Dimanche 4 avril 
- Élections cantonales au Tessin. Benito Bernasconi (PSS), Ugo Sadis (PRD), Argante Righetti (PRD), Alberto Lepori (PDC) et Arturo Lafranchi (PDC) sont élus au Conseil d’État lors du 1er tour de scrutin.

 Samedi 10 avril 
- Décès à Lausanne, à l’âge de 71 ans, de l’entrepreneur et mécène Charles Veillon, fondateur d'une maison de vente par correspondance.

 Dimanche 25 avril 
- Élections cantonales à Zurich. Jakob Stucki (UDC), Urs Bürgi (Parti chrétien-social), Hans Künzi (PRD), Alois Günthard (UDC), Albert Mossdorf (PRD), Alfred Gilgen AdI et Arthur Bachmann (PSS), sont élus au Conseil d’État lors du 1er tour de scrutin.
- Fondation du Groupe d'Olten par vingt-et-un dissidents de la Société suisse des écrivains (SSE). Ils avaient quitté la société pour protester contre son président, Maurice Zermatten qui avait traduit le Livre de la défense civile, publié en 1969 par le Conseil fédéral.

### Mai
Dimanche 2 mai 
- La Landsgemeinde de Glaris accorde le droit de vote et d’éligibilité aux Glaronnaises tant en matière cantonale que communale.

 Mercredi 5 mai 
- L’assemblée des actionnaires d’Ursina-Franck (produits de la marque Thomy) accepte la fusion avec Nestlé Alimentana.

 Dimanche 9 mai 
- Crise monétaire européenne. La Banque nationale suisse décide de réévaluer le franc de 7,07 % par rapport au dollar américain.
- Décès à Berne, à l’âge de 78 ans, du sociologue Hans Zbinden.

 Vendredi 21 mai 
- Dernier numéro du quotidien socialiste Le Peuple/La Sentinelle.

 Mardi 25 mai 
- Inauguration de la nouvelle gare de triage CFF de Lausanne-Denges. Trente-trois voies de triage permettent de former quotidiennement 70 trains de marchandises.
- Une manifestation de jeunes lausannois contre la hausse du prix des cinémas est réprimée par la police.

 Mercredi 26 mai 
- Visite officielle de M. U Thant, secrétaire général des Nations unies.

### Juin
Dimanche 6 juin 
- Votations fédérales. Le peuple approuve, par 1 222 931 oui (92,7 %) contre 96 359 non (7,3 %), l’inscription dans la constitution fédérale d’un article sur la protection de l'homme et son milieu naturel contre les atteintes nuisibles ou incommodantes. Les femmes prennent part pour la première fois à une votation fédérale.
- Votations fédérales. Le peuple approuve, par 930 878 oui (72,7 %) contre 348 702 non (27,3 %), la prorogation du régime financier de la Confédération. Les femmes prennent part pour la première fois à une votation fédérale.
- Votation cantonale. Les citoyens du canton de Soleure approuvent l’introduction du suffrage féminin.

 Mardi 8 juin 
- Le FC Grasshopper s’adjuge, pour la seizième fois de son histoire, le titre de champion de Suisse de football.

 Vendredi 18 juin 
- Le Belge Georges Pintens remporte le Tour de Suisse cycliste
- Décès à Zurich, à l’âge de 82 ans, de Paul Karrer, Prix Nobel de chimie en 1937.

 Mercredi 23 juin 
- Décès à Zurich, à l’âge de 77 ans, du compositeur Walther Schulthess.

### Juillet
Vendredi 2 juillet 
- Inauguration par la Migros de la Fondation Pré-Vert au Signal de Bougy (VD).

 Vendredi 23 juillet 
- L’express Bâle-Copenhague déraille à 30 km au nord de Bâle, sur territoire allemand. On dénombre 23 morts et 122 blessés.

 Samedi 31 juillet 
- Ouverture d’un nouveau tronçon de 18 km sur l’autoroute A12, entre Düdingen et Corpataux (FR). Le tracé Matran-Corpataux s’effectue toutefois sur seule une piste avec une circulation bidirectionnelle.
- Décès à Lausanne, à l’âge de 78 ans, de la photographe Germaine Martin.

### Août
Dimanche 15 août 
- Décès à Bâle, à l’âge de 83 ans, du romaniste Walther von Wartburg.

 Jeudi 26 août 
- Un cyclone s’abat sur la Vallée de Joux (VD). La grêle cause de gros dégâts. Une demi-douzaine de maisons sont détruites.

 Samedi 27 août 
- Inauguration, par les Forces électriques de l’Engadine, du barrage de Livigno.

### Septembre
Mercredi 1er septembre 
- La Suisse reconnaît la République démocratique du Viêt Nam.

 Dimanche 5 septembre 
- Le Belge Eddy Merckx remporte le Championnat du monde de cyclisme sur route masculin à Mendrisio (TI).

 Mercredi 22 septembre 
- Création de l’(UDC), avec la fusion du Parti des paysans, artisans et bourgeois (PAB) et des Démocrates des cantons des Grisons et de Glaris.
- Décès à Vevey (VD), l’âge de 77 ans, du romancier Emmanuel Buenzod.

### Octobre
Lundi 4 octobre 
- Démission du conseiller fédéral Ludwig von Moos

 Mercredi 6 octobre 
- Grève des réalisateurs à la Télévision suisse romande. Hormis le Téléjournal, produit à Zurich, aucune émission n’est diffusée.

 Mardi 10 octobre 
- Visite officielle de Hirohito, empereur du Japon.

 Vendredi 15 octobre 
- Avec l’ouverture du tronçon Neuenhof (AG) – Zurich, l’autoroute A1 est achevée entre Berne et Zurich.

 Samedi 16 octobre 
- Décès à La Chaux-de-Fonds (NE), à l’âge de 80 ans, du pasteur et journaliste Jules Humbert-Droz.

 Dimanche 24 octobre 
- Décès, sur le circuit britannique de Brands Hatch, à l’âge de 35 ans, du pilote automobile Joseph Siffert.

 Dimanche 31 octobre 
- Élections fédérales. Au Conseil national, le PRD obtient 49 sièges (inchangé), le PSS 46 (-5), le PDC 44 (-1), l’UDC 21 (inchangé) et le PLS 6 (inchangé). L’Action nationale et le Mouvement républicain, deux mouvements d’extrême-droite, font leur entrée au Conseil national. Neuf mois après l’adoption du droit de vote et d'éligibilité des femmes sur le plan fédéral, dix femmes sont élues au Conseil national : Elisabeth Blunschy-Steiner (PDC, SZ), Tilo Frey (PRD, NE), Hedi Lang (PSS, ZH), Josi Meier (PDC, LU), Gabrielle Nanchen (PSS, VS), Martha Ribi (PRD, ZH), Liselotte Spreng (PRD, FR), Hanny Thalmann (PDC, SG), Lilian Uchtenhagen (PSS, ZH) et Nelly Wicky (PdT, GE). Lise Girardin (PRD, GE) est la première femme élue au Conseil des États.

### Novembre
Jeudi 11 novembre 
- Le Conseil fédéral approuve le principe d’une sécurité sociale reposant sur trois piliers (AVS, prévoyance professionnelle et prévoyance privée).

 Samedi 21 novembre 
- En gare de Zurich, un individu fait sauter 8 kilos d’explosifs dans un casier de la consigne automatique. L’attentat fait 14 blessés.

### Décembre
Samedi 4 décembre 
- Décès à Schwytz, à l’âge de 78 ans, de l’écrivain Meinrad Inglin.

 Dimanche 5 décembre 
- Elections cantonales à Fribourg. Pierre Dreyer (PDC), Max Aebischer (PDC), Arnold Waeber (PDC), Rémi Brodard (PDC), Denis Clerc (PSS), Jean Riesen (PSS) et Joseph Cottet (UDC) sont élus au Conseil d’Etat lors du 2e tour de scrutin.
- Incendie au casino de Montreux (VD) lors d’un concert de Frank Zappa réunissant plus de 2000 spectateurs. Le bâtiment est complètement détruit.

 Mercredi 8 décembre 
- Le Saint-Gallois Kurt Furgler (PDC) est élu au Conseil fédéral pour remplacer Ludwig von Moos, démissionnaire.

 Dimanche 12 décembre 
- Votations cantonales. Les citoyens des cantons de Berne et de Thurgovie approuvent l’introduction du suffrage féminin.